# Takashi Kobayashi
Takashi Kobayashi (japonès: 小林孝至)  (Ushiku, 17 de maig de 1963) és un lluitador japonès, ja retirat, especialista en lluita lliure, guanyador d'una medalla olímpica.
El 1988 va prendre part en els Jocs Olímpics d'Estiu de Seül, on guanyà la medalla d'or en la competició del pes mini mosca del programa lluita lliure.
En el seu palmarès també destaca una medalla de bronze al Campionat del Món de 1990, una medalla d'or als Jocs Asiàtics de 1990, i una medalla de plata als Campionats Asiàtics de Lluita de 1983.